# Mas Gavina
Mas Gavina és una masia de Maçanet de la Selva (Selva) inclosa a l'Inventari del Patrimoni Arquitectònic de Catalunya.

## Descripció
mmoble molt irregular; consta de planta baixa i primer pis. Cap de les obertures compreses en els dos pisos, segueix l'esquema prototípic tantes vegades vist i repetit en múltiples exemplars de: llinda monolítica, conformant un arc pla, muntants de pedra i ampit treballat. S'observa un gran predomini en la utilització de la fusta, concentrada sobretot en la coberta de les obertures, a l'entrada, en la balconada repujada del pla frontal de la casa i en les bigues, desposseint a l'edifici de la seva essència de masia rústica, i impregnant-la d'un caire i d'una aparença molt radical, pròxima a un xalet de muntanya. Es pot dir, que gairebé l'únic tret paral·lel que manté amb la resta de masies, és la coberta, amb una teulada a vessants a laterals o a dues aigües.

## Història
Aquesta finca, era domini directa de la Marquesa de Cartellà. Hi ha memòria d'haver estat una casa molt modesta; al 1964 en efectuar les obres que la deixaren en l'estat actual, es trobà una rajola amb la data de 1848. A final del segle xix n'era propietari Joan Bautista i Serra, solter. En morir ho deixà en herència a la seva neboda Maria Serra, que es casà amb un tal Bigas. El fill d'aquests, Joan Bigas i Serra, s'ho vengué a Esteve Carreras de Can Ravalent de Vidreres. La família aleshores masovera era la de Llorenç Ruscalleda i Carme Risech. L'any 1957 els Bigas vengueren la propietat a Josep Vilavella. Aquest al 1959 ho vengué a Francesca Sala, casada amb Jordi Pascual, els actuals propietaris i estadants que es dediquen a l'explotació d'una granja porcina. L'any 1969 en fer obres per construir unes naus dedicades a granja, es trobaren dues destrals i altres peces prehistòriques.
L'antiga masia va ser totalment restaurada i rehabilitada, dotant-la d'una imatge i aparença nova i alhora, radicalment diferent, l'arquitecte O. Sancivelli en el 1964.